# Elecciones presidenciales de Indonesia de 2014
Las elecciones presidenciales de Indonesia de 2014, terceras presidenciales directas del país, se llevaron a cabo el 9 de julio para escoger al sucesor de Susilo Bambang Yudhoyono, quien no podría presentarse a la reelección por haber cumplido el límite de dos mandatos.
Solamente hubo dos candidatos, lo que descartaba desde el principio la posibilidad de una segunda vuelta: Joko Widodo, del Partido Democrático Indonesio-Lucha, y Prabowo Subianto del Partido Movimiento Gran Indonesia (o Gerindra) los demás partidos formaron coaliciones en torno a los dos candidatos. Esto se debió a que, a pesar de que el Tribunal Constitucional había resuelto eliminar el requisito de que un partido necesitaba obtener más del 25% de los votos u obtener el 20% de los escaños en las elecciones legislativas, en enero de 2014 se decidió que se mantendría durante esta elección por última vez. Ningún partido obtuvo tal cantidad de votos, por lo que se formaron dos coaliciones parlamentarias.
El resultado fue una victoria estrecha para Joko Widodo, que obtuvo el 53.15% de los votos, mientras que Subianto obtuvo el 46.85%. Fue juramentado en el cargo el 20 de octubre. La participación electoral descendió notablemente desde las anteriores elecciones, situándose en el 69.58%.

## Partidos políticos
La siguiente tabla muestra la formación de las coaliciones en el parlamento para que ambas pudieran presentar un candidato presidencial, luego de que se mantuviera la disposición de que un partido solo necesitaba obtener el 25% de los votos en la elección legislativa, o el 20% de los escaños del parlamento, y ninguno lo lograra por sí mismo. Dos partidos que no obtuvieron representación parlamentaria apoyaron a uno de los dos candidatos (el Partido de la Estrella y la Media Luna apoyó a Subianto y el Partido de la Justicia y la Unidad de Indonesia apoyó a Widodo. A pesar de que su partido, el Partido Democrático, apoyó a Subianto, el presidente incumbente, Susilo Bambang Yudhoyono, declaró su absoluta neutralidad personal en cuanto a la elección.
     No obtuvo representación parlamentaria
| Abreviatura | Partido                                 | Traducción                                      | Candidaturas                                                               | Escaños | Escaños                                                             | % de escaños | % de votos |
| ----------- | --------------------------------------- | ----------------------------------------------- | -------------------------------------------------------------------------- | ------- | ------------------------------------------------------------------- | ------------ | ---------- |
| Gerindra    | Partai Gerakan Indonesia Raya           | Partido Movimiento Gran Indonesia               | Presidente: Prabowo Subianto (Gerindra) Vicepresidente: Hatta Rajasa (PAN) |         | Alianza Roja y Blanca: Gerindra/Golkar/PPP/PKS/PAN/Demokrat 353/560 | 63.04%       | 59.12%     |
| Golkar      | Partai Golongan Karya                   | Golkar                                          | Presidente: Prabowo Subianto (Gerindra) Vicepresidente: Hatta Rajasa (PAN) |         | Alianza Roja y Blanca: Gerindra/Golkar/PPP/PKS/PAN/Demokrat 353/560 | 63.04%       | 59.12%     |
| PPP         | Partai Persatuan Pembangunan            | Partido Unido del Desarrollo                    | Presidente: Prabowo Subianto (Gerindra) Vicepresidente: Hatta Rajasa (PAN) |         | Alianza Roja y Blanca: Gerindra/Golkar/PPP/PKS/PAN/Demokrat 353/560 | 63.04%       | 59.12%     |
| PKS         | Partai Keadilan Sejahtera               | Partido Próspera Justicia                       | Presidente: Prabowo Subianto (Gerindra) Vicepresidente: Hatta Rajasa (PAN) |         | Alianza Roja y Blanca: Gerindra/Golkar/PPP/PKS/PAN/Demokrat 353/560 | 63.04%       | 59.12%     |
| PAN         | Partai Amanat Nasional                  | Partido del Mandato Nacional                    | Presidente: Prabowo Subianto (Gerindra) Vicepresidente: Hatta Rajasa (PAN) |         | Alianza Roja y Blanca: Gerindra/Golkar/PPP/PKS/PAN/Demokrat 353/560 | 63.04%       | 59.12%     |
| PBB         | Partai Bulan Bintang                    | Partido de la Estrella y la Media Luna          | Presidente: Prabowo Subianto (Gerindra) Vicepresidente: Hatta Rajasa (PAN) |         | Alianza Roja y Blanca: Gerindra/Golkar/PPP/PKS/PAN/Demokrat 353/560 | 63.04%       | 59.12%     |
| PD          | Partai Demokrat                         | Partido Democrático                             | Presidente: Prabowo Subianto (Gerindra) Vicepresidente: Hatta Rajasa (PAN) |         | Alianza Roja y Blanca: Gerindra/Golkar/PPP/PKS/PAN/Demokrat 353/560 | 63.04%       | 59.12%     |
| PDI–P       | Partai Demokrasi Indonesia-Perjuangan   | Partido Democrático Indonesio-Lucha             | Presidente: Joko Widodo (PDI-P) Vicepresidente: Jusuf Kalla (Golkar)       |         | Gran Coalición Indonesia: PDI–P/Hanura/NasDem/PKB 207/560           | 36.96%       | 40.88%     |
| Hanura      | Partai Hati Nurani Rakyat               | Partido de la Conciencia Popular                | Presidente: Joko Widodo (PDI-P) Vicepresidente: Jusuf Kalla (Golkar)       |         | Gran Coalición Indonesia: PDI–P/Hanura/NasDem/PKB 207/560           | 36.96%       | 40.88%     |
| NasDem      | Partai Nasional Demokrat                | Partido Democrático Nacional                    | Presidente: Joko Widodo (PDI-P) Vicepresidente: Jusuf Kalla (Golkar)       |         | Gran Coalición Indonesia: PDI–P/Hanura/NasDem/PKB 207/560           | 36.96%       | 40.88%     |
| PKB         | Partai Kebangkitan Bangsa               | Partido del Despertar Nacional                  | Presidente: Joko Widodo (PDI-P) Vicepresidente: Jusuf Kalla (Golkar)       |         | Gran Coalición Indonesia: PDI–P/Hanura/NasDem/PKB 207/560           | 36.96%       | 40.88%     |
| PKPI        | Partai Keadilan dan Persatuan Indonesia | Partido de la Justicia y la Unidad de Indonesia | Presidente: Joko Widodo (PDI-P) Vicepresidente: Jusuf Kalla (Golkar)       |         | Gran Coalición Indonesia: PDI–P/Hanura/NasDem/PKB 207/560           | 36.96%       | 40.88%     |

## Resultados
|  | 53.85 % |

|  | 46.15 % |

|  | 98.98 % |

|  | 1.02 % |

|  | 100.00 % |

|  | 69.58 % |